# Mjölkstockning
Mjölkstockning kan inträffa när som helst under amningstiden men är vanligare under de första två månaderna. Om en del av mjölkgångarna inte kan tömmas ordentligt, (exempelvis för att barnet har fel tag, att åtsittande kläder trycker mot bröstet eller en infektion och svullnad trycker mot mjölkgångarna) finns risk att gången täpps till och mjölk ansamlas under tryck bakom hindret. 
Mjölkkörtlarnas lagringsförmåga räcker då inte till och körtlarna tänjs ut, vilket också hämmar mjölkproduktionen. Man kan känna en eller flera hårda klumpar i bröstet, som ibland blir lite rödflammigt och ömt. Det kan vara fråga om en enstaka tilltäppt mjölkgång eller flera, så att hela bröstet känns hårt.
När och om en mjölkstockning övergår i bröstkörtelinflammation kallas detta mastit.